# St. Sebastian (Rippberg)

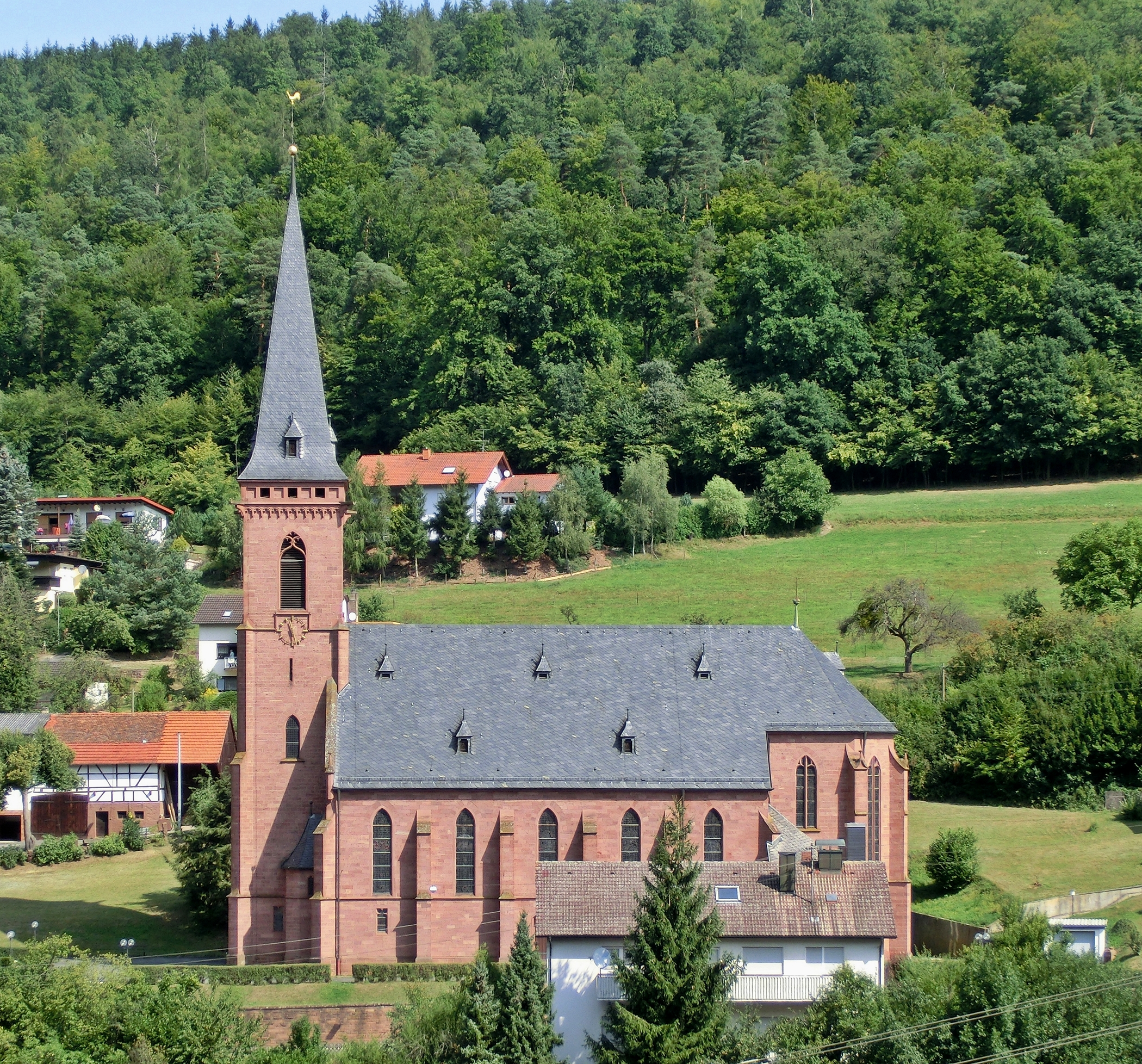
St. Sebastian in Rippberg

Die römisch-katholische Pfarrkirche St. Sebastian steht in Rippberg, einem Stadtteil von Walldürn im Neckar-Odenwald-Kreis in Baden-Württemberg. Das Bauwerk ist beim Landesamt für Denkmalpflege Baden-Württemberg als Baudenkmal eingetragen. Die Kirchengemeinde gehört zum Dekanat Mosbach-Buchen des Erzbistums Freiburg.

## Beschreibung
Die 1906 aus Quadermauerwerk gebaute neugotische Saalkirche besteht aus einem Langhaus, einem eingezogenen Chor mit Fünfachtelschluss im Osten und einem Fassadenturm im Westen, die von Strebepfeilern gestützt werden. Über dem Portal im Westen steht in einer Nische die Statue des heiligen Sebastian. Der Glockenstuhl im obersten Geschoss des Fassadenturms trägt vier Kirchenglocken.
Der Innenraum des Langhauses ist mit einem Gewölbe überspannt.